# マイナビ新書
マイナビ新書（マイナビしんしょ、Mynavi Shinsho）は、マイナビ出版が発行する新書レーベル。2015年9月以前はマイナビが発行していた。
毎月23日頃に、1～2点ずつ刊行されている。
カバーに、マイナビ（my navi）のmとnをかたどったロゴマークが入っている。
マイナビの雑誌・書籍の紹介サイト「マイナビBOOKS」では、「どこでも読める知識と元気」と紹介されている。

## 沿革・概要
2006年6月12日、毎日コミュニケーションズが、『Mac Fan』『PCfan』など、パソコンやIT関連の雑誌や書籍を刊行してきたことを糧として、MYCOM新書（MYCOM SHINSHO）を創刊する。
インターネットやブロードバンドといった社会基盤が整備された現代において、ITが日常生活や経済、社会にもたらす変化を的確につかんだ情報を発信していくことが、創刊時に表明された。
第1弾として、『ネット株の心理学』（小幡績、ISBN 4839920796）、『オープンソースがなぜビジネスになるのか』（井田昌之・進藤美希、ISBN 4839920788）、『ネット犯罪から子どもを守る』（唯野司、ISBN 483992077X）の3点が発売される。
以降も、IT関連の話題を中心に、ビジネスや社会、経済がITとどのように関わっているのかをわかりやすく、面白く読んでもらうことを目標にして、多様なジャンルの専門家がやさしく解説したものが刊行されている。
2007年4月3日、MYCOMジャーナルがマイコミジャーナルにリニューアルされ、サイトを全面的にリニューアルしたのを機に、MYCOM新書はマイコミ新書に名称変更され、幅広いジャンルを扱うようになる。
2011年10月1日、毎日コミュニケーションズが、社名を株式会社マイナビに変更したのを機に、マイコミ新書はマイナビ新書に名称変更された。
巻かれる帯の高さは、表紙の半分程度で、他の新書と比べて高いといえるが、『LINE なぜ若者たちは無料通話＆メールに飛びついたのか？』（コグレマサト・まつもとあつし）や『60歳からのフェイスブック 今からはじめるソーシャルライフ』（今陽子）などのように、表紙の高さの半分を超えるものもある。